# Henri Courtemanche
Pour l’article homonyme, voir Courtemanche.
Henri Courtemanche, né le 7 août 1916 à Mont-Laurier et mort le 19 mars 1986, est un avocat et homme politique canadien.

## Biographie
Né à Mont-Laurier dans la région des Laurentides, il étudia à l'Académie de Mont-Laurier, au Séminaire Saint-Joseph de Mont-Laurier, au Collège Saint-Laurent et à l'Université de Montréal. Nommé au Barreau du Québec en 1947, il pratiqua le droit à Mont-Laurier et à Montréal. En 1945, il épousa Gisèle, la fille du politicien provincial québécois Joseph-Henri-Albiny Paquette.
Élu député du Parti progressiste-conservateur du Canada dans la circonscription fédérale de Labelle en 1949, il fut défait en 1953 par le libéral Gustave Roy. De retour en 1957, il fut réélu en 1958. Il servit comme Secrétaire d'État du Canada de 1958 et il demeurera à ce poste jusqu'à sa démission, y compris de son poste de député, officiellement pour des raisons de santé en 1960.
En 1960, le premier ministre John Diefenbaker lui offrit le poste de sénateur de la division de Rougemont. Il fit au centre d'un scandale lorsqu'un ancien administrateur d'hôpital allégua qu'il recevait 10 % en retour sur toutes les concessions faites par le gouvernement à un hôpital montréalais durant les années 1950. Il clama ensuite que les 60 000 $ qu'il reçut lui fut remis en toute légalité pour le remercier de ses services. Il déclara que l'argent qu'il reçut représentait ces honoraires pour ses services de lobbyiste. En 1961, il démissionna de son poste de sénateur alors qu'une enquête du bureau de l'administration publique le déclara indigne dans ses activités.